# Pardieiros (Arganil)

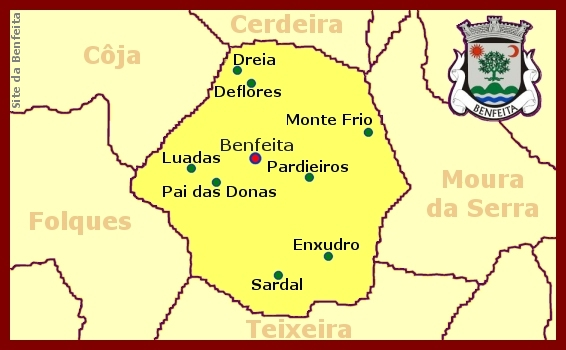
Localização de Pardieiros na freguesia de Benfeita

Pardieiros é uma aldeia situada na Freguesia de Benfeita, Município de Arganil, Distrito de Coimbra, inserida na paisagem protegida da Serra do Açor. 
Na freguesia da Benfeita os habitantes de cada localidade têm diferentes alcunhas, no caso dos Pardieiros são os “Ralhadores”.
Foi nesta terra que grande parte da longa-metragem "Aquele Querido Mês de Agosto" do realizador Miguel Gomes foi rodada. 

## História
Relativamente ao nome da aldeia dizia-se que nem sempre foi Pardieiros, só conheceu este nome quando foi reabitada após uma epidemia de febre tifóide e as casas que existiam estavam em ruínas. Antes dizia-se que se chamava Valverde.
As referências à sua existência remontam a 1527.

## Geografia
Pardieiros é uma aldeia serrana, que se localiza um pouco acima da Benfeita, entre a Fraga da Pena e a Mata da Margaraça. Pelo que é a única devido ao situar-se dentro da zona da paisagem protegida da Serra do Açor.
Os terrenos são xistosos e, em tempos, usados para o cultivo de uma agricultura de subsistência. Trata-se de uma área protegida, com uma vegetação muito rica na sua diversidade: castanheiros, carvalhos, loureiros, medronheiros, azereiros, a urze, o rosmaninho, a carqueja e a giesta.
A Área Protegida, cuja altitude oscila entre os 400 m e os 1012 m, é atravessada por dois pequenos cursos de água permanentes, a ribeira da Mata da Margaraça, que vai desaguar no Alva junto a Coja, e a barroca de Degraínhos que se junta à ribeira da Mata, a jusante da povoação de Pardieiros.